# Chimica dolce
La chimica dolce è una branca della chimica che utilizza reazioni simili a quelle che si incontrano nei sistemi biologici a temperatura ambiente ed in contenitori aperti.

## Scopo
Lo scopo della chimica dolce consiste nel sintetizzare elementi chimici utilizzando le capacità degli esseri viventi, come per esempio le diatomee, in grado di produrre vetro da silicato disciolto in acqua. È una nuova branca della scienza dei materiali che differisce dallo stato solido convenzionale della chimica e delle sue applicazioni, per esplorazione la creatività del mondo vivente. Per esempio la chimica dolce cerca di rinnovare la chimica dello stato solido, sostituendo la sintesi ad alte temperature, che portano al prodotto termodinamico più stabile, con sintesi a temperature più basse che portano al prodotto cineticamente favorito.

## Storia
Questo filone della chimica  è emerso negli anni ottanta dal raggruppamento di diverse pratiche antiche conosciute con il nome di chemie douce, e per la prima volta pubblicate dal chimico francese, Jacques Livage sul quotidiano, Le Monde, del 26 ottobre 1977..

## Modalità
Ricadono in questo filone, tutte quelle reazioni chimiche di sintesi che non richiedono apporto energetico, come per esempio forme di polimerizzazione organica. Nelle reazioni di polimerizzazione a base organica avviene la formazione di una soluzione senza la presenza di energia reattiva. Questo è fondamentale in quanto è necessario preservare le molecole organiche e i microorganismi che rimangono intrappolati nel materiale oggetto della polimerizzazione a base organica.

## Prodotti
I prodotti ottenuti mediante la chimica dolce sono basati sul processo sol-gel, e si possono ordinare in diversi tipi:
- strutture minerali di varie qualità (fluidità, l'uniformità, ecc);
- strutture miste, combinando molecole inorganiche e organiche;
- strutture minerali incapsulanti molecole complesse e persino microrganismi che mantengono o ottimizzano le loro peculiarità.

I primi risultati comprendevano la creazione di vetro e ceramica dotati di nuove proprietà. Queste strutture più o meno complesse sono utilizzate in una vasta gamma di applicazioni, dai sanitari alle conquista dello spazio.
Oltre alla sua modalità di sintesi, un composto della chimica dolce combina i vantaggi del mondo minerale (forza,  trasparenza, regolarità di struttura, ecc) e le potenzialità della biochimica e della chimica organica.